# Койволк

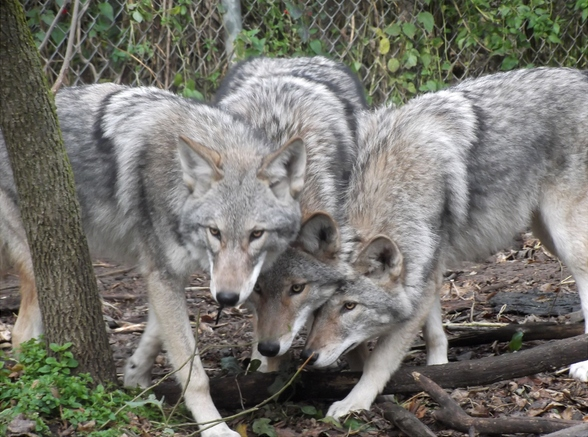
Скрещённые в неволе F_{1}-гибриды серого волка и койота, в Wildlife Science Center в Форест-Лейк, Миннесота.

Койволк (англ. Coywolf) — неофициальный термин, обозначающий различные варианты гибрида койота и серого волка. Все виды рода волки имеют 78 хромосом в своём геноме и поэтому могут скрещиваться. Геномные исследования показывают, что практически все популяции серого волка в Северной Америке имеют примеси ДНК койотов; минимальный уровень смешения отмечается на территории Аляски, тогда как максимальный — в Онтарио, Квебеке и Атлантической Канаде.

## Описание
Гибриды койота и волка обычно имеют размеры тела больше, чем чистокровные койоты, но меньше, чем волки; их поведение занимает промежуточное положение между поведением родительских видов. В одном из экспериментов по гибридизации авторы измерили различные параметры тела щенков после рождения; щенки гибридов оказались крупнее и тяжелее щенков обычных койотов. Вой гибридов также имеет в себе как элементы глубокого волчьего воя, так и более высокого крика койотов.
По сравнению с чистокровными койотами, особи восточного койота (гибрид серого волка, восточного волка и койота) более склонны формировать кооперативные социальные группы и менее склонны к агрессии во время игры. Такие гибриды также достигают полового созревания в возрасте двух лет, что значительно позже, чем у чистокровных койотов.